# 1839 en photographie
| Années de la photographie : 1836 - 1837 - 1838 - 1839 - 1840 - 1841 - 1842    |
| Décennies de la photographie : 1800 - 1810 - 1820 - 1830 - 1840 - 1850 - 1860 |

Cet article présente les faits marquants de l'année 1839 en photographie.

## Événements
- 7 janvier : François Arago, secrétaire perpétuel de l'Académie des sciences et député des Pyrénées-Orientales, présente devant l'Académie des sciences à Paris « la belle découverte que M. Daguerre a faite » et le projet de la faire acquérir par l’État français et la rendre disponible pour l’Europe et le monde[1],[2],[3]. La date de 1839 sera retenue comme celle de l'invention officielle de la photographie.
- janvier : William Henry Fox Talbot qui a mis au point le procédé du « dessin photogénique » (photogenic drawings), consistant à placer un objet plat sur une feuille de papier sensibilisée puis à exposer le tout à la lumière du soleil avant de fixer l'image obtenue[4], écrit à Arago pour faire reconnaître l’antériorité de ses recherches et fait le 31 janvier une communication à ce sujet devant la Royal Society à Londres sur le sujet (Some account of the art of photogenic drawing, or the process by which natural objects may be made delineate themselves without the aid of the artists pencils). Mais le daguerréotype est au point, bénéficie du soutien de l’État français, et est disponible gratuitement : ce procédé s’impose au niveau mondial pendant au moins une décennie[2].
- mars - avril : l'inventeur américain Samuel Morse, de passage à Paris pour y chercher un soutien pour son système de télégraphe, visite le 7 mars l'atelier de Louis Daguerre ; il en fait le récit dans une lettre du 9 mars à ses frères, éditeurs du journal The New York Observer ; la lettre, où il décrit les « admirables résultats » du daguerréotype, est publiée dans ce journal le 20 avril puis reproduite, entre avril et juin, dans plusieurs périodiques aux États-Unis[5].
- 29 mai : le chimiste écossais Mungo Ponton présente à la Royal Scottish Society of Arts un procédé photographique à base de dichromate de sodium[6].
- septembre : Louis Daguerre publie Historique et description des procédés du daguerréotype et du diorama, Paris, Lerebours et Susse frères ; cette première publication monographique sur un procédé photographique comporte un manuel pratique et un historique pour établir la part respective de Nicéphore Niépce et la sienne dans la nouvelle technique[7],[2].
- septembre - octobre : Samuel Morse et le physicien et chimiste John William Draper mettent en œuvre à New York les instructions du manuel de Daguerre[5].
- 28 octobre : le journal ottoman Takvim-i Vekayi annonce en turc, en arabe et en français l’invention de la photographie[8].
- octobre - novembre : le Français Frédéric Goupil-Fesquet (1817-1881), muni de l'appareil inventé par Daguerre, effectue un voyage en Égypte avec son oncle, le peintre Horace Vernet ; il y rencontre le 9 novembre un voyageur suisse installé au Canada, Gaspard-Pierre-Gustave Joly, également muni d'un appareil photographique : les deux hommes photographient ensemble les sites égyptiens[9].
- 23 novembre : l'ingénieur français François Fauvel-Gouraud s"installe à New York pour le compte des établissements Alphonse Giroux & Cie, alors le principal constructeur du daguerréotype conçu par Louis Daguerre ; il a emporté avec lui l'ensemble du dispositif pour en faire la démonstration et donner des conférences : il est ainsi la première personne à montrer concrètement aux publics américains, qui disposaient du manuel de Daguerre depuis septembre, cette nouvelle technique de captation de l'image[10].

## Photographies notables

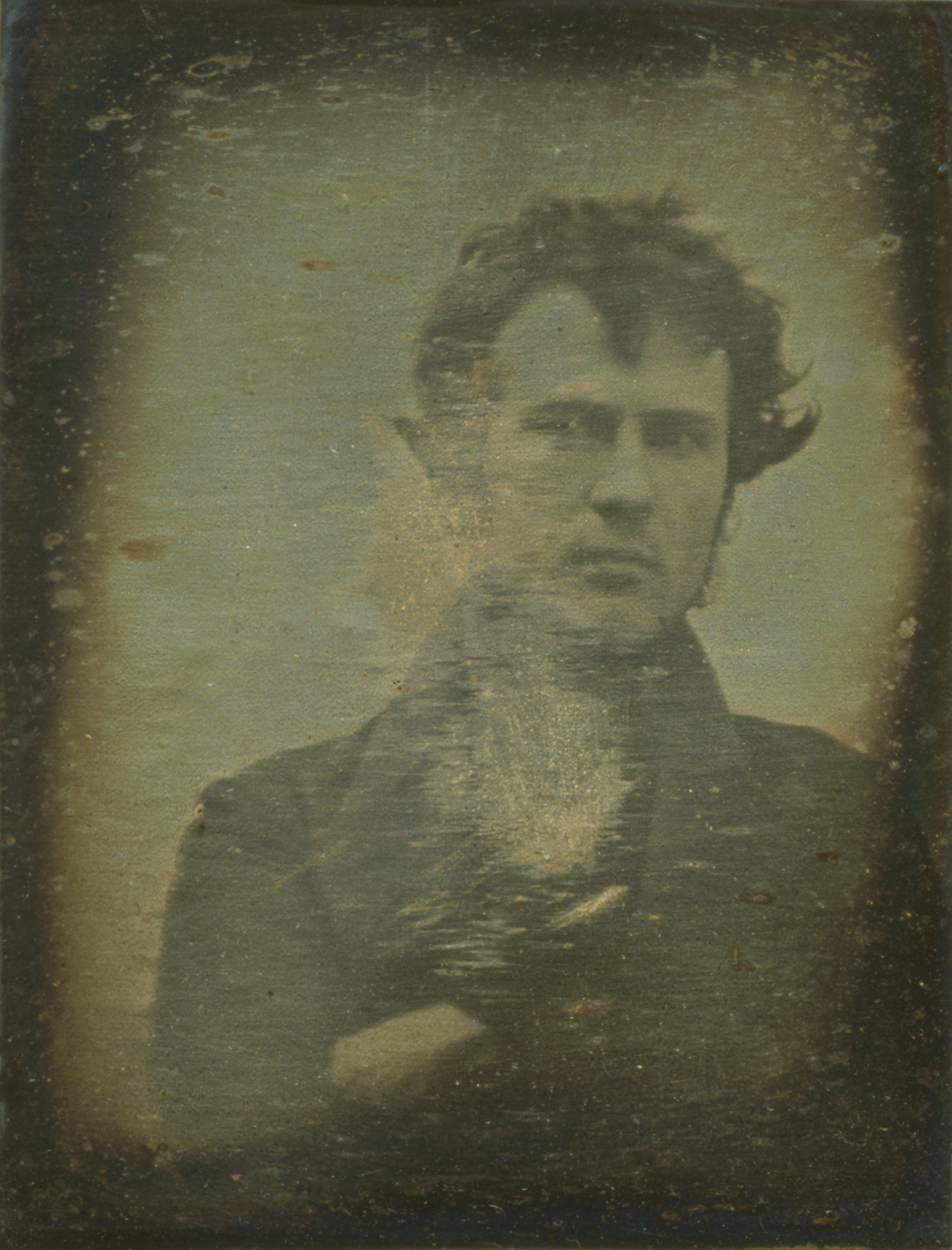
Robert Cornelius, autoportrait, daguerréotype.

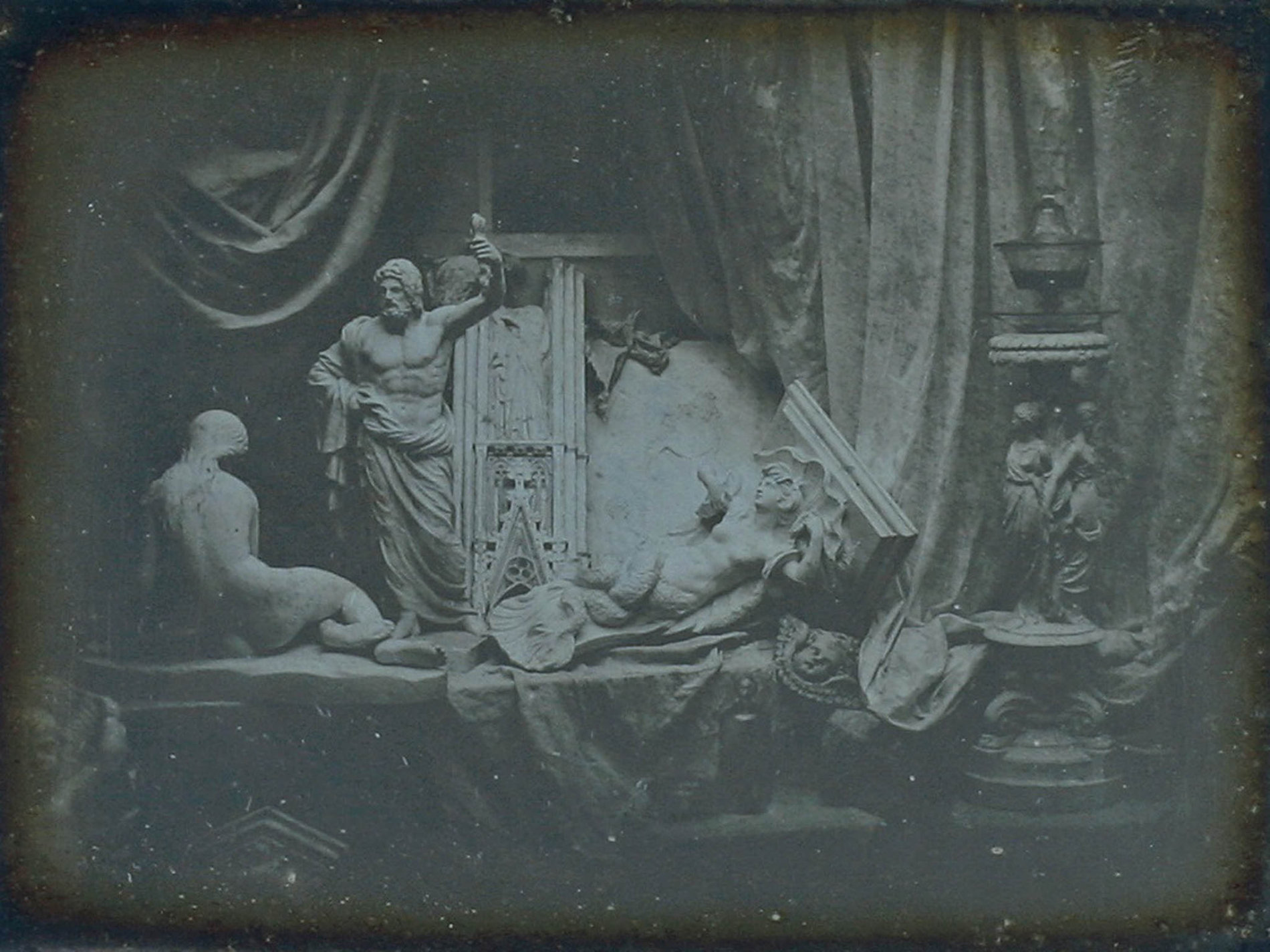
Louis Daguerre, Daguerréotype de Kynžvart.

- Le photographe américain Robert Cornelius réalise le premier autoportrait photographique. Longtemps considéré comme le premier portrait photographique, ce titre lui est contesté  par le daguerréotype dit Portrait de M. Huet daté de 1837 et attribué à Louis Daguerre ; la question fait l'objet d'une polémique chez les spécialistes[11],[12],[13],[14].

- 19 août : Louis Daguerre présente à l'Académie des sciences un de ses premiers daguerréotypes, le Daguerréotype de Kynžvart (en), une Nature morte avec Jupiter tonnant ; Daguerre offre la photographie au chancelier Metternich. Conservé dans la demeure de sa famille, le château de Kynžvart en Bohème, il est exposé depuis 1985 au Musée national des techniques de Prague[15].

- 16 septembre : Marcellin Jobard prend la première photographie en Belgique représentant la Place des Barricades à Bruxelles ; mais le cliché est perdu[16].

- Louis Daguerre, Coquillages et fossiles, daguerréotype[17].

## Expositions
- juillet : le photographe français Hippolyte Bayard organise à Paris la première exposition de photographies, lors d'une opération de bienfaisance, en présentant une trentaine de photographies de nature morte et d’architecture[18].

## Études, essais, articles
- Jean-Baptiste Biot, « Sur les effets chimiques des radiations et sur l’emploi qu’en a fait M. Daguerre », Journal des savants,‎ mars 1839, p. 173-183 (lire en ligne).

## Naissances

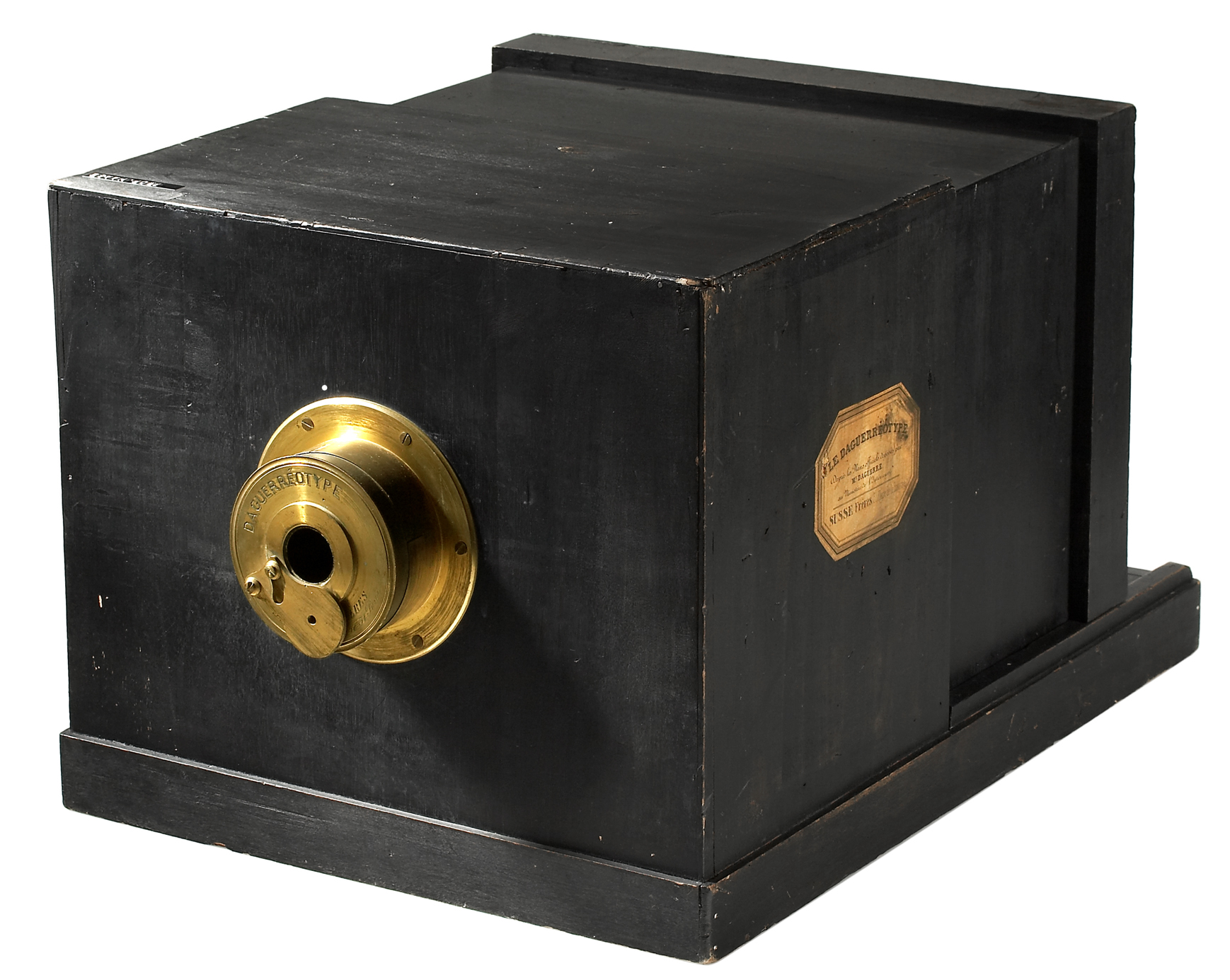
Appareil construit par Susse Frères en 1839 sur les instructions de Daguerre.

- 25 janvier : Frederikke Federspiel, photographe professionnelle danoise, mort le 16 juin 1913.
- 14 février : Louis-Émile Durandelle, photographe français, mort le 12 mars 1917.
- 1er avril : Anatole Louis Godet, photographe français, mort le 20 avril 1887.
- 14 juin : Alphonse Terpereau, photographe français, mort le 10 septembre 1897.
- 8 juillet : Beniamino Facchinelli, photographe italien actif au Caire en Égypte, mort le 29 novembre 1895[19].
- 6 août : Raimund von Stillfried, voyageur et photographe autrichien, installé au Japon de 1863 à 1886, mort le 12 août 1911.
- 22 septembre : Eugène Courret, photographe français, actif à Lima au Pérou dans les années 1870, mort le 23 juin 1920.
- 3 octobre : Victor Angerer, photographe austro-hongrois, mort le 10 avril 1894.
- Date précise inconnue ou non renseignée :
  - Kevork Abdullahian, photographe arménien ottoman, créateur avec ses frères Vichen et Hovsep du studio photographique Abdullah Frères à Constantinople, mort en 1918.